# Клёппер, Альберт
Альберт Клёппер (нем. Albert Heinrich Ernst Klöpper; 20 марта 1828, Вайтенхаген — 27 ноября 1905, Кёнигсберг) — немецкий протестантский богослов. Сын Фридриха Вильгельма Клёппера, также богослова.
Изучал богословие в 1847—1851 гг. в Грейфсвальде и Берлине, в 1853 г. защитил диссертацию «О происхождении посланий к колоссянам и к ефесянам» (лат. De origine Epistolarum ad Ephesios et Colossenses, etc.). В 1858 году габилитирован.
С 1866 года работал в Кёнигсберге смотрителем университетской библиотеки, с 1875 года профессор новозаветного богословия.
Опубликовал ряд трудов, преимущественно посвящённых апостольским посланиям, — в частности, «Экзегетического и критического исследования Второго послания к Коринфянам апостола Павла» (нем. Exegetisch kritische Untersuchungen über den zweiten Brief des Paulus an die Gemeinde zu Korinth; Гёттинген, 1869), «Комментария ко Второму посланию к коринфянам апостола Павла» (нем. Kommentar über das zweite Sendschreiben des Apostels Paulus an die Gemeinde zu Korinth; Берлин, 1874), книги «Послание к колоссянам, его критическое изучение, экзегетическое и библеистическое исследование его отношения к учению Павла» (нем. Der Brief an die Kolosser kritisch untersucht und in seinem Verhältnisse zum Paulinischen Lehrbegriff exegetisch und biblisch-theologisch erörtert; Берлин, 1882) и др.